# Villabezana
Villabezana es un concejo del municipio de Ribera Alta, en la provincia de Álava, País Vasco (España).

## Localización
Villabezaba se encuentra a 5 km de Miranda de Ebro y a poco más de 30 de Vitoria. Desde Miranda se accede directamente por la carretera A-4341, que nace en las cercanías de la Azucarera Leopoldo. Otro acceso a esta carretera puede hacerse desde Rivabellosa, por la A-3312, a donde se llega desde Vitoria por la A-1. Por la A-3312 también se puede llegar por el oeste, desde la A-2122, pasando por Zubillaga y Comunión, o por la A-4321 desde Salcedo.

## Geografía
Esta pequeña localidad tiene una elevación de 609 metros sobre el nivel del mar y está situada a las afueras de la ciudad de Miranda de Ebro, sobre cuyo valle tiene una buena vista
El entorno de Villabezana está protagonizado por los campos de cereal, si bien con numerosas zonas de bosque de encinas y robles, en algún área de cierta densidad. Por la zona este del pueblo el monte desciende hasta el río Bayas.

## Despoblados
Forma parte del concejo los despoblados de:
- Arcillana.[2]
- Lunantu.[3]
- Santa Coloma.[4]
- Torrecilla.[5]

## Historia
Antiguamente se la conocía como Villavizana, según rezan documentos como el Códice de San Millán y el Fuero de Miranda de Ebro, concedido por Alfonso VI de León en el año 1095, donde se refiere a esta localidad alavesa como parte y uno de los límites de esta villa.

## Demografía
| Gráfica de evolución demográfica de Villabezana entre 2000 y 2017 |
|                                                                   |
| Población de derecho según los censos de población del INE.       |

## Monumentos
El único edificio de importancia es la iglesia de San Juan Evangelista, de construcción gótica, si bien está parcialmente en ruina. Su estructura de muros principal todavía es claramente reconocible y su espadaña está en buen estado, pero las cubiertas del edificio hace años que desaparecieron y el interior está completamente vacío y a la intemperie.

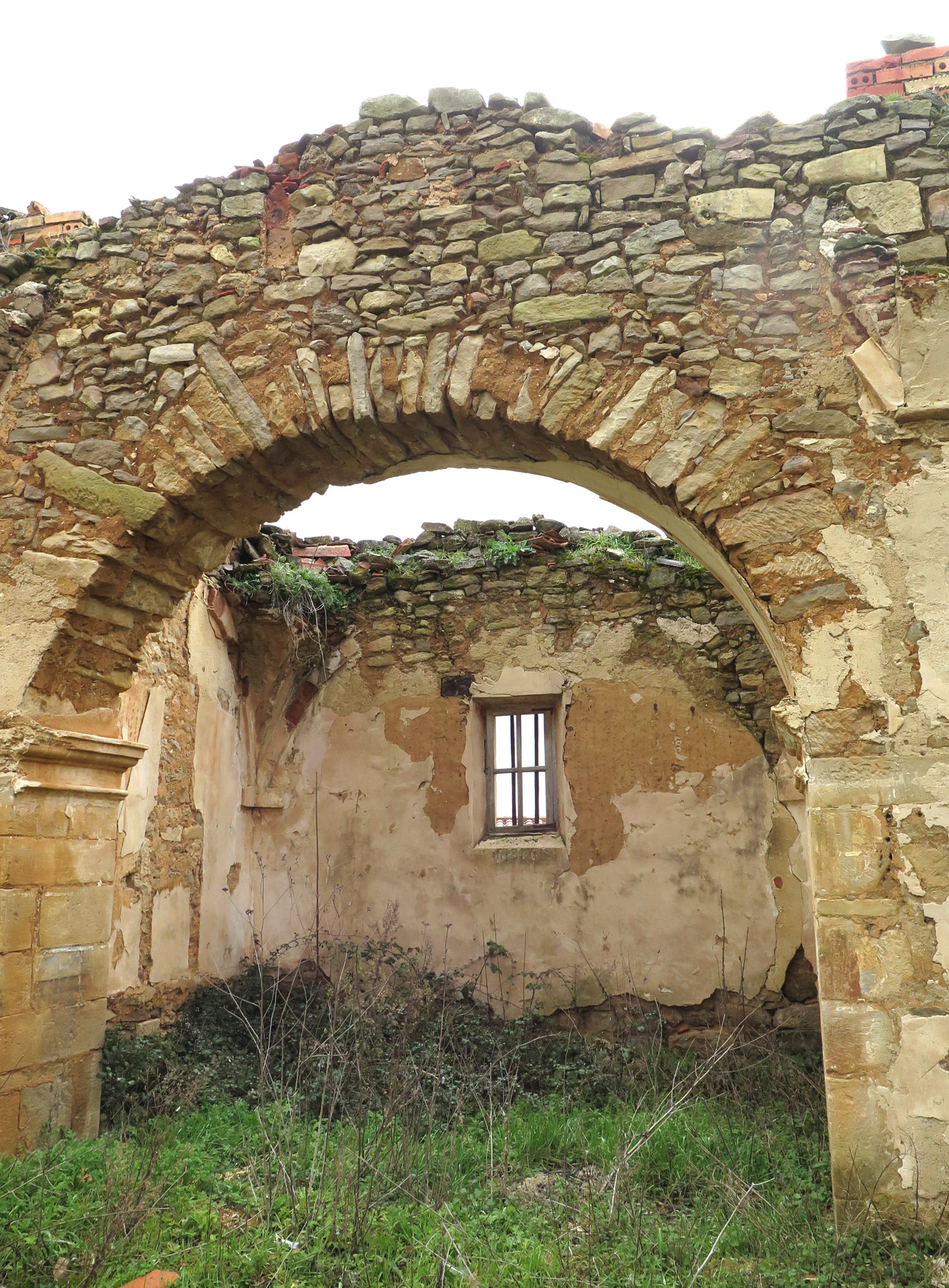
Arco de la zona interior (en ruinas) del templo de San Juan Evangelista
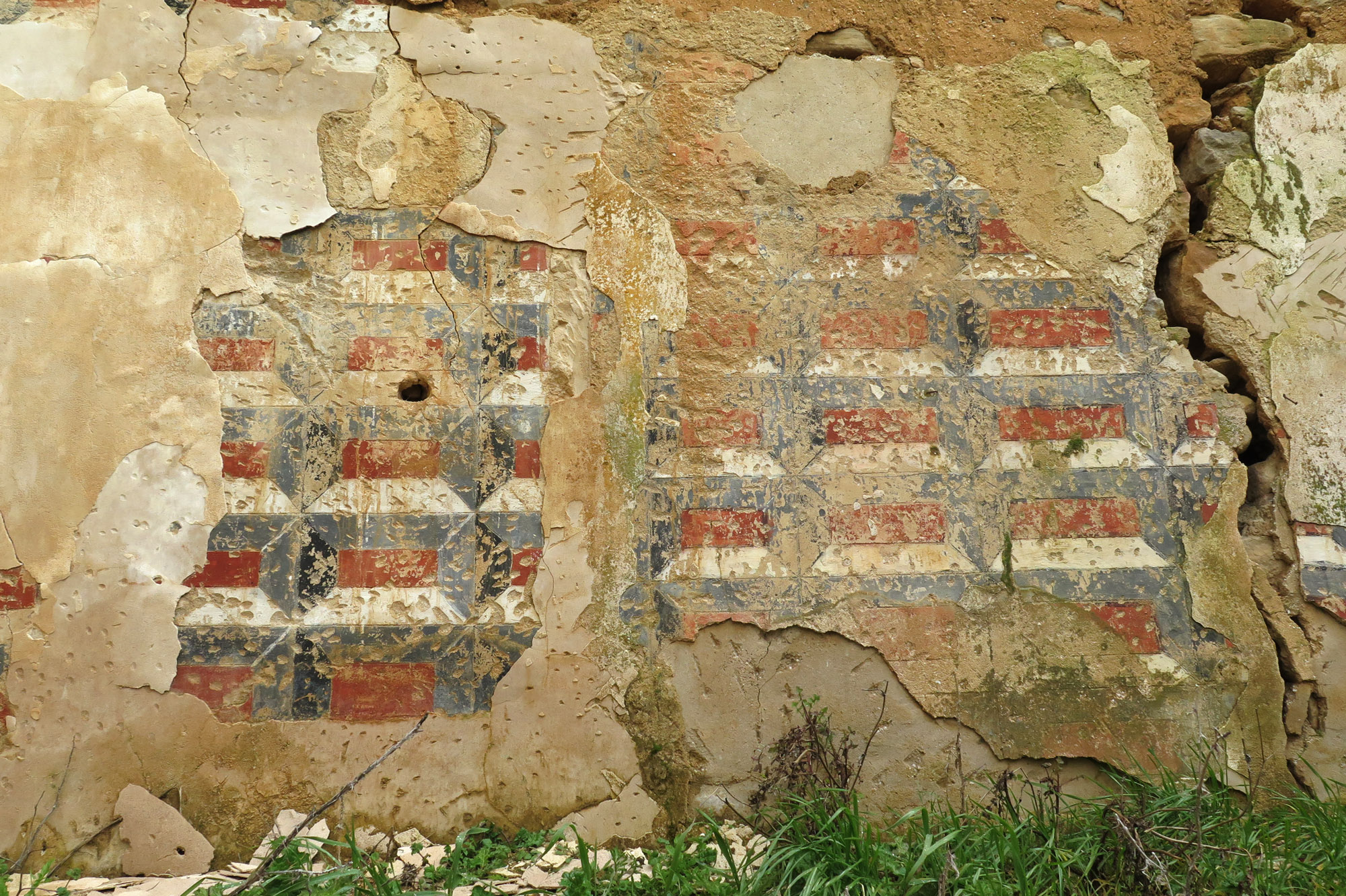
Resto de pinturas en las ruinas interiores del templo de San Juan Evangelista